# Billy Mackenzie

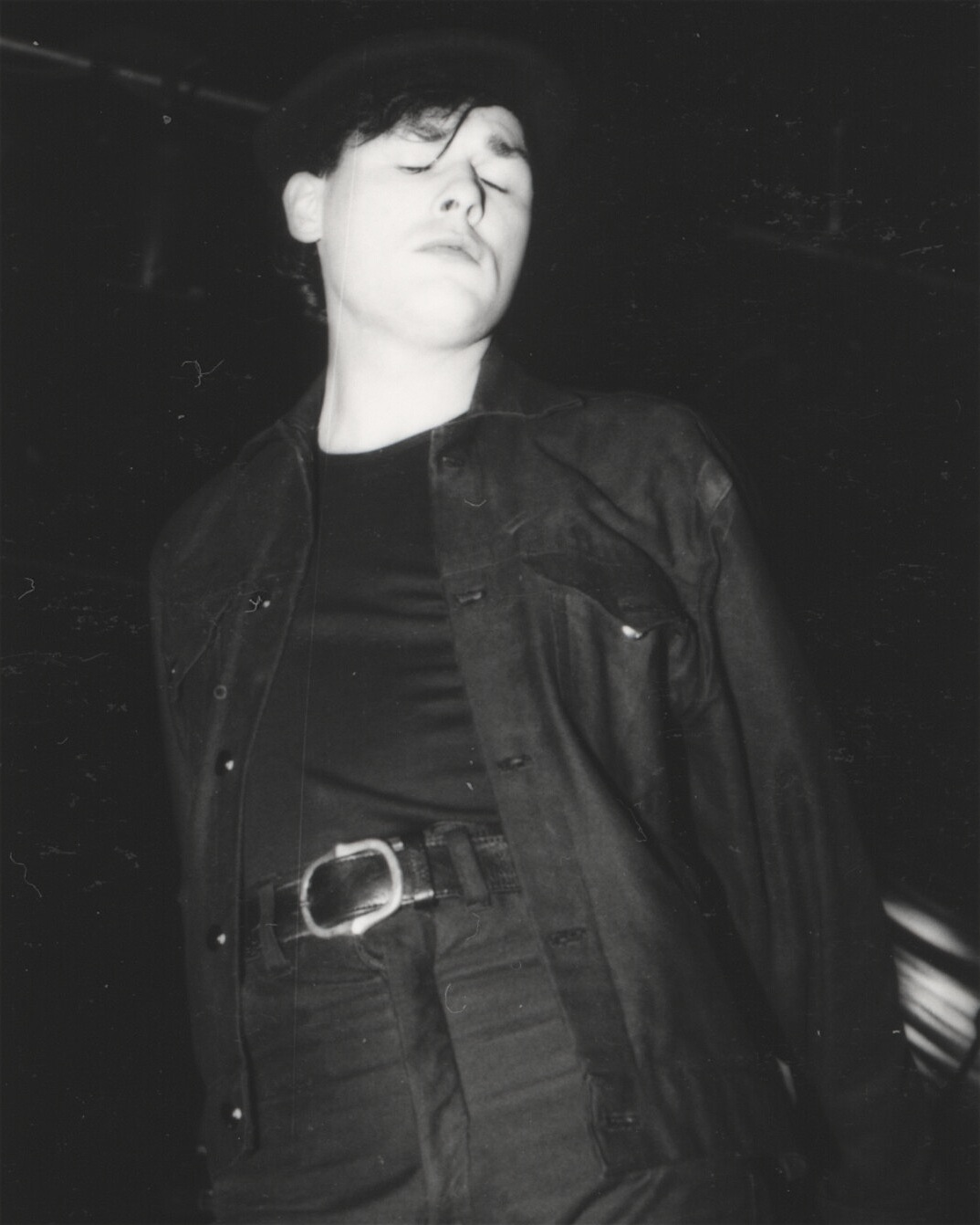
Mackenzie in 1985

William MacArthur (Billy) Mackenzie (Dundee, 27 maart 1957 - Auchterhouse, 22 januari 1997) was een Schotse zanger die het bekendst is als zanger van de postpunkband Associates. Mackenzie had een specifieke manier van zingen met een falsetto stem. In 1986 zong hij enkele tracks op het album Oben Im Eck van Holger Hiller. Zijn solodebuut Outernational (1992) werd geproduceerd door technoproducers Moritz von Oswald en Thomas Fehlmann. In 1997 maakt Mackenzie op 39-jarige leeftijd een eind aan zijn leven.
- Biblioteca Nacional de España: XX1774428
- Bibliothèque nationale de France: cb13942783w (data)
- Gemeinsame Normdatei: 122827163
- International Standard Name Identifier: 0000 0000 5945 9087
- Library of Congress Control Number: nr99013568
- MusicBrainz: 376abe26-e7a4-4ddb-b257-d7eeed79c5ee
- Nationale Bibliotheek van Tsjechië: xx0090359
- Virtual International Authority File: 74042310
- WorldCat: E39PBJmHMPvqTFVPYVbFMb6VG3